# Pomicultor
Pomicultorul este un specialist în pomicultură, ramură a agriculturii care se ocupă cu cultivarea și întreținerea pomilor fructiferi pentru producția de fructe. Activitatea unui pomicultor include selecția soiurilor, plantarea, întreținerea livezilor, combaterea bolilor și dăunătorilor, precum și recoltarea și valorificarea fructelor. Pomicultura necesită cunoștințe aprofundate de agrotehnică, biologie, ecologie și tehnici de hibridare, precum și răbdare și competență pentru a obține rezultate de calitate.

## Rolul și responsabilitățile unui pomicultor
Pomicultorii joacă un rol esențial în asigurarea producției de fructe de calitate și în promovarea sustenabilității agricole. Principalele lor responsabilități includ:
- Selecția și plantarea pomilor: Alegerea soiurilor adaptate condițiilor de sol și climă.
- Întreținerea livezilor: Aplicarea tratamentelor fitosanitare, tăierile de formare și rodire, irigarea și fertilizarea.
- Cercetarea și inovarea: Dezvoltarea de noi soiuri rezistente la boli sau condiții climatice extreme.
- Managementul producției: Organizarea recoltării, depozitării și comercializării fructelor.
- Protecția mediului: Implementarea practicilor ecologice pentru reducerea impactului asupra mediului.

Pomicultura necesită timp îndelungat pentru desăvârșirea profesională, datorită complexității proceselor biologice și a cerințelor specifice fiecărei specii pomicole.

## Pomicultura în România
România are o tradiție îndelungată în pomicultură, datorită condițiilor pedoclimatice favorabile și diversității soiurilor autohtone. Pomicultorii români au contribuit la dezvoltarea unor soiuri adaptate regiunilor locale, precum și la organizarea științifică a livezilor. În ultimele decenii, pepinierele private, cum ar fi cele din județele Alba, Arad sau Buzău, au devenit producători importanți de material săditor certificat, inclusiv pomi fructiferi (meri, pruni, cireși, nuci) și arbuști fructiferi (afin, coacăz).  
Cercetarea pomicolă românească a fost impulsionată de institute precum Institutul de Cercetări Hortiviticole și Institutul de Pomicultură de la Mărăcineni, care au continuat munca unor pionieri precum Teodor Bordeianu. Zonarea și microraionarea pomiculturii, inițiate în anii 1955–1956, au optimizat producția prin adaptarea soiurilor la condițiile locale. (vezi https://pomicultor.ro)

## Reprezentanți notabili din România
Pomicultura românească a fost marcată de contribuțiile unor specialiști de renume, care au combinat practica cu cercetarea științifică. Printre aceștia se numără:

### Teodor Bordeianu (1902–1969)
Teodor Bordeianu a fost un inginer agronom și pomicultor român, membru titular al Academiei Române (1963). Născut la 16 februarie 1902 în Marșenița, Basarabia, a studiat la Școala Superioară de Agricultură Herăstrău și la Universitatea din Berlin, obținând doctoratul în 1927. A lucrat în pepinierele Goleștii-Badi și Sirăuți, unde a produs material săditor și a efectuat cercetări asupra agrotehnicii pomicole. 
Cea mai importantă contribuție a sa este coordonarea monografiei Pomologia Republicii Socialiste România (1962–1968, 8 volume), o lucrare de referință la nivel mondial. A inițiat zonarea pomiculturii românești și a publicat peste 400 de lucrări științifice. A fost distins cu:
- Ordinul Muncii (1963)
- Membru corespondent al Academiei RPR (1955)
- Membru titular al Academiei RPR (1963)

Bordeianu a fost, de asemenea, profesor la Facultatea de Agronomie din București timp de 27 de ani, formând generații de pomicultori. 

### Nicolae Constantinescu
Nicolae Constantinescu a fost un alt pomicultor și cercetător român, colaborator apropiat al lui Teodor Bordeianu. A contribuit la realizarea monografiei Pomologia Republicii Socialiste România și la cercetările privind selecția soiurilor autohtone. A fost profesor la Facultatea de Agronomie din București și a avut un rol important în organizarea institutelor de cercetare pomicolă.

### Victor Cibu
Victor Cibu este un inginer horticultor contemporan, reprezentant al Pepinierei Mitreni (județul Călărași), care produce și comercializează puieti de pomi fructiferi (măr, păr, cais, prun, cireș) cu certificat fitosanitar. Activitatea sa contribuie la promovarea soiurilor românești aclimatizate.

### Takacs Csaba
Takacs Csaba conduce o pepinieră privată din Aiud, județul Alba, fondată în 1991, specializată în producerea de puieti de pomi fructiferi (meri, peri, pruni, cireși) și butași de trandafir. Pepiniera sa, continuatoare a tradiției familiei Takacs, este recunoscută pentru calitatea materialului săditor certificat. 

## Imagini reprezentative
Pomicultura românească este ilustrată prin imagini care surprind diversitatea livezilor, munca pomicultorilor și contribuțiile științifice. Mai jos sunt trei imagini relevante, cu sursele păstrate:

## Contribuții științifice și culturale
Pomicultorii români au avut un impact semnificativ asupra agriculturii naționale, prin:
- Cercetare: Dezvoltarea de soiuri rezistente și adaptate, precum cele de măr (Florina, Idared) sau prun.
- Publicații: Lucrări de referință, cum ar fi Pomologia Republicii Socialiste România, care au pus România pe harta științei pomicole globale.
- Educație: Formarea specialiștilor prin universități și institute de cercetare.
- Tradiție: Pepinierele private continuă să promoveze soiuri tradiționale, precum Tonda Gentile Romana pentru alun.(https://pomicultor.ro)

Revista Grădina, Via și Livada, fondată cu contribuția lui Teodor Bordeianu, a fost un pilon al diseminării cunoștințelor pomicole către practicieni și cercetători.

## Provocări actuale
Pomicultura românească se confruntă cu provocări precum:
- Schimbările climatice, care afectează fenologia pomilor.
- Concurența importurilor de fructe.
- Necesitatea modernizării livezilor și adoptării tehnologiilor ecologice.

Agenția pentru Finanțarea Investițiilor Rurale (AFIR) sprijină pomicultorii prin programe de finanțare pentru înființarea și modernizarea plantațiilor. https://www.afir.ro/finantare/finantare-in-agricultura/pomicultura/)